# Kiekie (Kleidung)

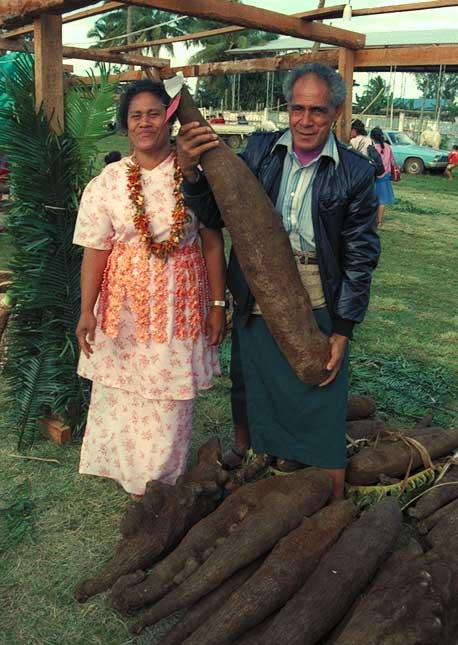
Die Frau trägt ein Kiekie aus Plastikfäden. Die runden Formen werden als vana (See-Igel) bezeichnet.

Kiekie ist ein Accessoire der Kleidung in Tonga, das wie ein Gürtel um die Hüfte gebunden wird. Frauen und heute auch manche Männer tragen kiekie zu halbformalen Anlässen. Zu hochoffiziellen Anlässen werden von beiden Geschlechtern taʻovala getragen. Im Alltag ist das Accessoire nicht erforderlich, manche Frauen tragen jedoch auch täglich ein kiekie als bequemen Schmuck.

## Gestaltung
Kiekie sind ein Zwischending zwischen einer Matte und einem Grasrock (manafau):
Ein Hüftband mit zahlreichen Kordeln oder Streifen die daran befestigt sind. Der Behang soll teilweise durchsichtig sein, damit der Rock oder das tupenu, welches darunter getragen wird, noch sichtbar ist. Die Kordeln können kurz sein wie bei einem Minirock, oder bis zu den Köcheln reichen. Am verbreitetsten ist eine Länge bis zum Knie. Eine Vielzahl von Materialien findet Verwendung:
- Streifen von Pandanus-Blättern, oft in strahlenden Farben eingefärbt.
- Streifen von Hibiskus-Bast, genannt fau.
- Kaka, die Fasern an wachsenden Palmwedeln. Diese werden gewöhnlich lackiert und in Form geschnitten.
- gewöhnliche Kordeln oder Schnüre
- kleine Scheiben aus Kokosnuss-Schalen, die zusammengekettet werden.
- Neuseeländer Flachs, ein Material der piupiu (Grasröcke) der Māori.[2]

## Sonderformen
Salusalu ist ein langes kiekie, das besonders in Haʻapai getragen wird. Ein weiteres verwandtes Kleidungsstück ist das sisi, bei dem Streifen aus sī-Blättern (Cordyline fruticosa, ti) oder geflochtenen maile-Blätter hergestellt werden. Bei diesem Accessoire haben jedoch duftende Blüten und Früchte, die am Hüftband angebracht werden, größere Bedeutung. Sisi werden von beiden Geschlechtern während Tanzaufführungen getragen.

## Herstellung
Die Herstellung von kiekie gehört zu den Fertigkeiten der Koloa. Jede Frau sollte diese Fertigkeiten beherrschen und es gibt an manchen Schulen auch Unterricht dazu. Heutzutage spezialisieren sich jedoch auch manche Frauen auf die herstellung und verkaufen die Produkte auf dem Markt.

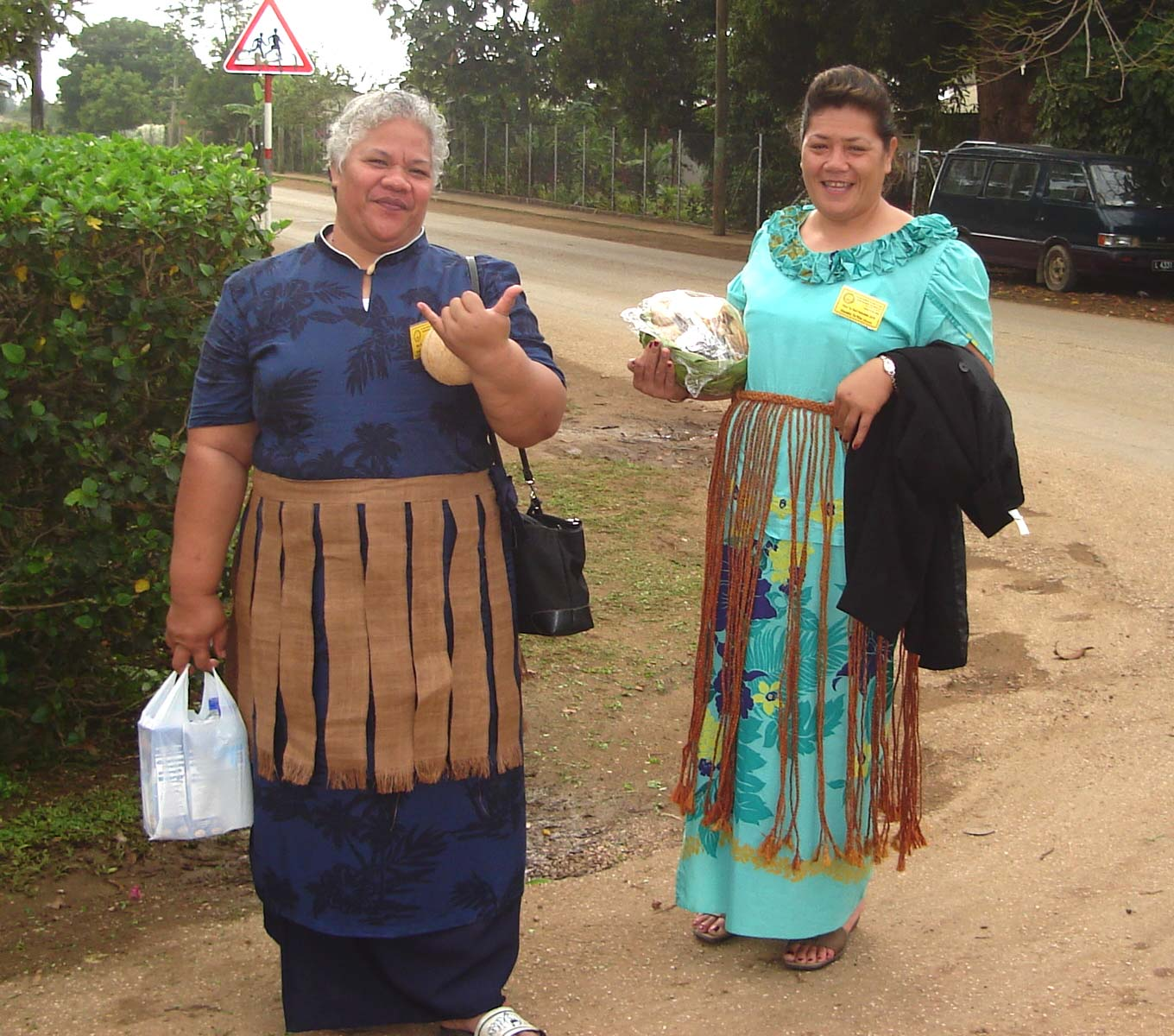
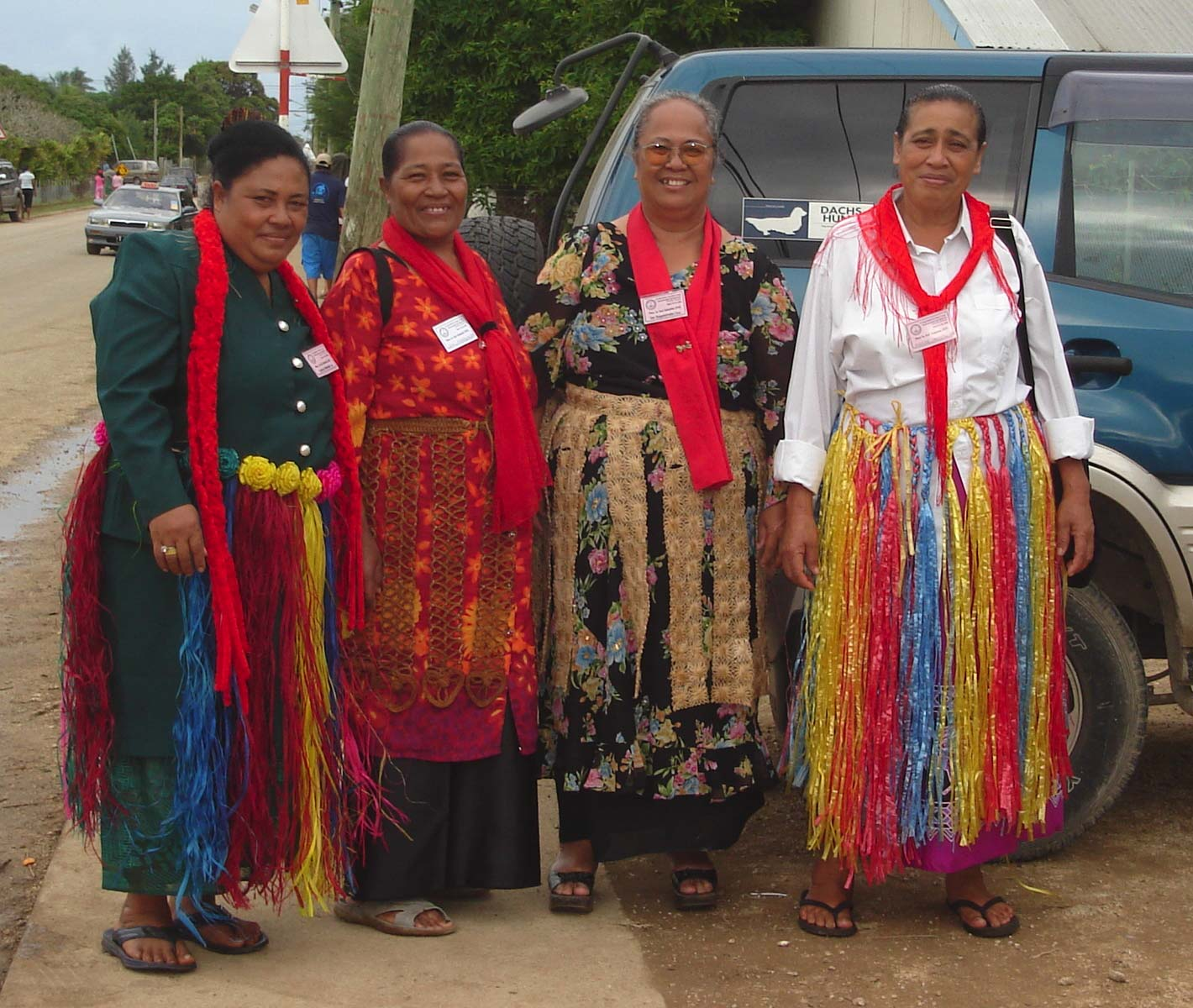
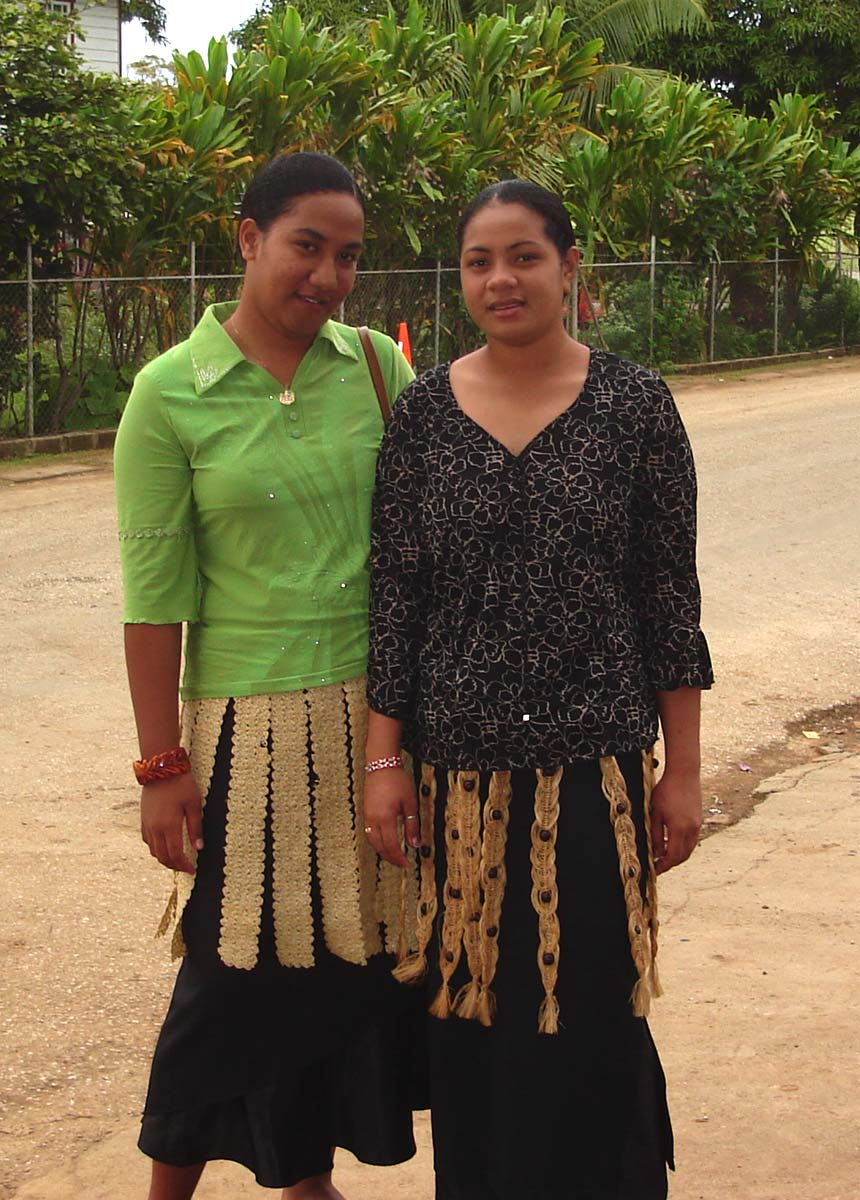